# 味觉图
味觉图是一个舌头上味觉的分布示意图。这里所说的味觉，指的是味觉中的基本味道。这一个图中所要表达的理论，是舌头中的某些区域仅对某单一味道有感觉。然而，这种理论在后来的研究中被证明是錯誤的。

## 历史
这个图中所涉及的理论，在英语世界中首次出现在一位哈佛的心理学教授埃德温·G·波林所发表的论文中。这篇论文当中，引用并翻译了另一篇Hänig于1901年发表的德语论文的一段话，然而这篇德语论文中含糊不清的数据似乎暗示舌头中的每一部分只对一种基本味道有响应。正因为这种错误的理解，导致了在英语世界出现了这种舌头不同区域只能感受一种味道的说法，这是现今流传甚广的味觉图的源头。而事实上，那一篇德语论文所提出来的问题是，舌头的不同区域是否对不同的味道有着不同的敏感度。为了解答该疑问，论文主人找来了一些志愿者来进行一些试验。由于这些志愿者本身有一定的主观偏好，因此得出了这么一个结论：舌头的不同区域对不同的味道有着不同的敏感度，而舌尖对甜味的敏感度最高，仅此而已。但是由于这个论文中存在一些数据，以及由这些数据而作的图，导致其它科学家对此作出引申的解释。虽然说这里面的数据记录的仅仅是相对敏感度，但是根据这些数字所做的原图，其画法却让人容易误解为，相对低的区域是完全没有感觉的。正是这个原因导致了后来的引申研究出现了差错。
而首次打破这一说法的，是一位叫弗吉尼亚·科林斯的科学家。他重新验证了Hänig所做的试验，发现其实是其他人误解了其原意：是敏感度有差异，而不是某些位置只能感受到某种味道。他还进一步的发现，这些差异相当的小，可以说是微不足道的。但是即便如此，基于特殊的商业需求，例如酒杯制造商，可能会仅仅强调结论中的差异部分，而忽略掉其中的微不足道这种修饰，因此这种错误的描述至今仍然在人们中间广为流传。

## 图

被证明是错误的、具有误导性的经典味觉分布图

这一个经典的图中，舌头被主要划分为四大部分，分别和四种基本味道相对应，其中：
1. 舌根：苦
2. 两侧后半部：酸
3. 两侧前半部：鹹
4. 舌尖：甜

## 相关研究
虽然该理论在大众中广为传播，然而却被证明是错误的。事实上，由美国加利福尼亚大学圣迭戈分校生物学教授查尔斯·朱克（Charles Zuker）发起的研究表明，味蕾包含了能感受各种不同味道的味觉细胞，而每一个细胞则只负责辨别其中一种味道
。而味蕾则分布于整个舌头，因此实际上整个舌头的每一个部分都能辨别各种基本味道。而且，实际上的基本味道并不仅有四种，目前被正式承认的基本味道有五种，这更加证明了这一假设是错误的。

## 引用
1. ↑  Christopher Wanjek. . 2006-08-29  [2009-01-09]. （原始内容存档于2008-05-11）.
2. ↑  Hänig, D. P. (1901). "Zur Psychophysik des Geschmackssinnes （页面存档备份，存于）". Philosophische Studien, 17: 576–623.
3. ↑  梅琳达·温纳（Melinda Wenner）. .[永久]
4. ↑  Huang A. L.;  et al. . Nature. 2006, 442: 934–938  [2009-09-24]. doi:10.1038/nature05084. （原始内容存档于2017-06-26）.
5. ↑  Scenta. .   [2006-08-28]. （原始内容 (mdy)存档于2006-08-30）.